# トム・ボンバディル
トム・ボンバディル（Tom Bombadil）は、J・R・R・トールキンの中つ国を舞台とした小説『指輪物語』の登場人物。
古森のはずれにゴールドベリと住むふしぎな老人。
かれを主題とした詩、『トム・ボンバディルの冒険』もある。

## 概要
「彼」は人間の姿をした存在であり、中つ国に住んでいる最古の生き物（とはいえ現代の我々が想像する所の生物とは全く違う存在であろう）でもある。彼は「彼自身の主人であり、いかなるものにも支配されることがない」という。
彼は、川の娘ゴールドベリと共にホビット庄の東にある古森に建てられた家に住んでおり、「森と水と丘の主」である。『指輪物語』では、古森にさまよい込んで遭難しかけたフロド・バギンズら4人のホビットを助けて雨の間の滞在を許し、更には古森の外れにある塚山で亡者に魅入られたホビットらを助け出し、後の物語に大きな影響を与える二本の古い短剣を塚山から持ち出して、彼ら一行に托した。
エルフからはヤールワイン・ベン＝アダール(Iarwain Ben-adar）と古くは呼ばれていた。シンダール語で「最古にして父なき者」と言う意味である。ドワーフからはフォルンと呼ばれ、北方の人間達は彼をオラルドと呼んだ。一説には、マイアールの一人では無いかとも言われているが、神にも人間にも精霊にも属さない、中つ国世界の中でも、最も謎に包まれている存在である。

### 能力
所有者は勿論のこと周囲の者をも惑わせる邪なる強大な力を持つサウロンの一つの指輪でさえも、彼の関心を惹いて彼を支配することはできず、また指輪の力を借りて姿を消したフロドの存在さえ彼は見抜くことができた。如何なる存在も、彼を惑わす事も捕らえる事も不可能だという一つの証明である。
なお、「一つの指輪」は所有者が手放す事を拒絶するよう強く働きかけるが、フロドからこれを彼が借り受ける際にも、またこれをフロドに返す際にも、トム自身は勿論フロドさえもこの束縛の影響を受ける事は無かった。
ガンダルフに言わせると、彼に指輪を支配する力があるわけではなく、むしろ指輪が彼を支配する力を持たないといった方が正しいようだ。また、他の者には抗し難い誘惑の力を有する一つの指輪を彼が所有し保管したとしても、そのうち保管にも飽きて、その辺に捨ててしまうだろう…との事である。如何なる地位や名誉も、財宝や秘宝も、またどんな恐怖でさえ彼の関心を引く事はできず、あくまでも自身が望むままに生活している。
グロールフィンデルに言わせると、中つ国の彼以外の全てが、力を取り戻したサウロンの前に倒れたとしても、最後まで残っている程の力の持ち主であろうが、結局はボンバディルも倒れる。あたかも"最初の者"が"最後の者"となるかのように。そしてその後にはサウロンの支配する夜が来るのではないかという恐れを抱いた。
陽気で取り留めの無い歌を好むが、これが単なる歌なのか、それとも何かの力を持つ呪文なのかは余りはっきりしない。ただトム自身は、歌によって柳じじいを骨の髄まで凍らせるぞ等といった発言をしている事から、それなりの力を持つ歌なのかも知れない。この力は、何者もトムを捕らえる事が出来ないのと同様に、悪意のある力を無力化して退ける種類のもののようだ。

### 容姿
指輪物語における登場シーンでは、潰れた山高の古帽子に青い羽飾り、青い上着に黄色いブーツという出で立ちをしており、その身長は人間の標準よりは低いがホビットよりは大きく、またがっしりした体付きで茶色い顎鬚を生やした青い目の人物として描かれている。見た目（作中の描写）は極めて陽気でひょうきんな初老の男性（老人とは表現されているが、常に動き跳ね回るのが好きなようだ）のようだが、極めて謎の多い存在だけに、果たして中身まで見た目通りかどうかも不明である。

## 映画版
映画版の『ロード・オブ・ザ・リング』には登場しない。

## 参考資料
- 『農夫ジャイルズの冒険　トールキン小品集』ISBN 4-566-02110-6 内の詩「トム・ボンバディルの冒険」